# Euharpyia
Euharpyia is een geslacht van vlinders van de familie tandvlinders (Notodontidae).

## Soorten
- E. ahazicha Schaus, 1937
- E. bipunctata Bryk, 1953
- E. comita Schaus, 1901
- E. juvenata D.Jones